# Reathor
Reathor es una comuna (khum) del distrito de Preah Sdach, en la provincia de Prey Veng, Camboya. En marzo de 2008 tenía una población estimada de 7103 habitantes.
Se encuentra ubicada al sur del país, a escasa distancia de los ríos Mekong y Bassac, y de la frontera con Vietnam.